# Dương gia tướng
Dương gia tướng (tiếng Hán: 杨家将) là tiếng tôn xưng dòng họ Dương của danh tướng Dương Nghiệp (? - 986) thời Bắc Tống. Từ là Dương Nghiệp cho đến Dương Tái Hưng (1104 - 1140) đều là những người có nhiều công lao cho đất nước Trung Quốc thời Tống, chống lại sự xâm lăng của các bộ tộc phương Bắc, đây là một gia tộc đã cống hiến cho nhà Tống hầu hết các thành viên của gia đình mình cho công cuộc bảo vệ đất nước.
Dòng họ Dương Gia tướng được nhiều tác phẩm văn học, truyện tranh, điện ảnh đề cập đến và luôn được mô tả như một gia đình có truyền thống trung nghĩa, một gia đình võ học với tuyệt kỹ trứ danh "Dương gia thương" (cốt lõi là chiêu thức Hồi mã thương), tuy vậy, gia đình này luôn bị triều đình nhà Tống nghi kỵ, gây khó khăn và thường bị các gian thần trong triều hãm hại.

## Trong văn hóa

### Lịch sử
Lịch sử Trung Quốc cho biết Dương gia tướng bắt nguồn từ danh tướng Dương Kế Nghiệp đời Bắc Tống. Từ Dương Kế Nghiệp cho đến Dương Tái Hưng đều là những người có nhiều công lao cho đất nước Trung Quốc thời Tống, chống lại sự xâm lăng của các bộ tộc phương Bắc như Liêu, Kim, Tây Hạ, đây là một gia tộc đã cống hiến cho nhà Tống và được tiếng là khả tôn, khả kính.

### Văn học
Chuyện về Dương gia tướng trong dân gian có 2 hệ thống lớn là Dương gia phủ thế đại trung dũng thông tục diễn nghĩa (gọi tắt là Dương gia phủ diễn nghĩa) và Bắc Tống chí truyện (hay còn gọi là Dương gia tướng truyện, Dương gia tướng diễn nghĩa). Trải qua nhiều đời có rất nhiều phiên bản trong hí kịch cũng như tiểu thuyết bình thư. Mỗi phiên bản cũng khác nhau rất nhiều. Truyện "Dương gia tướng hệ liệt" được đưa vào thông qua thân thế Hô Diên Tán. Hô Diên gia cùng Dương gia có liên hệ, nên cũng có một bản bình thư là Hô gia tướng. Cả truyện từ đầu đến cuối kể về đấu tranh trung-gian trong triều đình. Các trọng thần ủng hộ Dương gia tướng có Bát Hiền vương, Khấu Chuẩn, Bao Chửng, còn bọn người áp chế, hãm hại Dương gia lần lượt là Phan Nhân Mỹ, Vương Khâm Nhược, Bàng Hồng.
Trong tác phẩm Thủy hử, Thanh diện thú Dương Chí một trong 108 anh hùng Lương Sơn Bạc cũng là hậu nhân của Dương Nghiệp. Trong các tác phẩm của Kim Dung như bộ Anh hùng xạ điêu và Thần điêu đại hiệp có các nhân vật như Dương Thiết Tâm (là hậu nhân của Dương Tái Hưng), Dương Khang (con của Thiết Tâm) và Dương Quá đều là những nhân vật có võ nghệ cao cường.

### Phim ảnh
Đã có nhiều bộ phim có đề cập về Dương Gia Tướng như: Bao Thanh Thiên của Đài Loan có các nhân vật anh em nhà Dương Gia Thanh, Bộ phim Dương Môn Hổ Tướng (năm 2003) của Trung Quốc có sự tham gia của diễn viên Hàn Quốc Chae-rim và nam diễn viên Tô Hữu Bằng, bộ phim Thiếu niên Dương gia tướng (2006) với sự tham gia của Hồ Ca, Hà Nhuận Đông, Bành Vu Yến, Ông Gia Minh, Trần Long,... Các loạt phim của Hồng Kông về Dương gia tướng như Dương gia tướng (1985) có sự tham gia của các diễn viên Lương Triều Vĩ, Huỳnh Nhật Hoa, Châu Nhuận Phát, Lưu Đức Hoa cùng một số bộ phim khác bộ phim Mộc Quế Anh đại phá thiên môn trận, Bích huyết thanh thiên Dương Gia Tướng, Bích huyết thanh thiên Trân Châu Kỳ,...

## Các thế hệ
Các thế hệ Dương Gia Tướng được bổ sung thông qua các tác phẩm kinh kịch, văn học và điện ảnh. Thực tế trong lịch sử, Dương gia tướng chỉ bao gồm: Đời thứ nhất Dương Kế Nghiệp, đời thứ hai Dương Diên Chiêu (con trai trưởng của Dương Kế Nghiệp) và đời thứ ba Dương Văn Quảng (con thứ ba của Dương Diên Chiêu). Tính theo các loại phỏng truyện và lịch sử thì nhà họ Dương phò vua tới 5 đời: từ Dương Kế Nghiệp, Dương Lục Lang (Dương Diên Chiêu), Dương Tôn Bảo (Dương Tông Bảo), Dương Văn Quảng, cho đến là Dương Hoài Ngọc (quy ẩn về quê).

### Trong chính sử
- Dương Nghiệp (楊業) hay Dương Kế Nghiệp (杨继业), còn gọi Dương Lệnh Công (楊令公) (923 - 986), tên gốc là Trọng Quý, người Tịnh Châu Thái Nguyên (nay là Sơn Tây Thái Nguyên). Đảm nhiệm Thiếu sư thời hoàng đế khai quốc nhà Bắc Hán Lưu Sùng, được ban họ Lưu, đổi tên là Kế Nghiệp. Làm quan đến Thị vệ thân quân Mã bộ quân Đô ngu hầu, lĩnh chức Tiết độ sứ Kiến Hùng quân, được gọi là "kiêu tướng Thái Nguyên". Khi Tống Thái Tông bình định Bắc Hán, lệnh cho ông phục hồi họ Dương, tên một chữ Nghiệp, thụ chức Phòng ngự sứ Trịnh Châu, tri Đại Châu kiêm Tam giao trú bạc binh mã đô bộ thự, phòng ngự Khiết Đan, có công thăng làm Quan sát sứ Vân Châu. Trong cuộc chiến hang Trần Gia, chiến đấu đến kiệt sức mà bị bắt, tuyệt thực 3 ngày mà chết đền nợ nước, thọ 64 tuổi. Ông được truy phong Kiểm giáo thái úy, Tiết độ sứ Đại Đồng quân, con là cung phụng quan Dương Diên Lãng thụ phong Sùng Nghi phó sứ, điện trực Dương Diên Phổ, Dương Diên Huấn làm cung phụng quan, Dương Diên Hoàn, Dương Diên Quý, Dương Diên Bân làm điện trực, còn Dương Diên Ngọc cũng tử trận trong hang Trần Gia.
- Dương Diên Chiêu (杨延昭) (958 - 1014), tên gốc là Diên Lãng, con lớn của Dương Nghiệp, từng theo cha chinh chiến, bảo vệ Nhạn Môn Quan hai lần, tham gia Bắc Phạt, trường kỳ đảm nhiệm Bảo Châu Duyên biên đô tuần kiểm sứ, Cao Dương quan lộ Mã bộ quân phó đô bộ thự, chức quan đến Mạc Châu Phòng ngự sứ, trấn giữ biên giới hơn 20 năm, quân Liêu đánh tới chỉ có đại bại dưới tay ông. Ông cùng danh tướng khác là Dương Tự được gọi là "Nhị Dương", làm Khiết Đan kiêng kỵ, xưng là "Dương Lục Lang". Trước khi chết 2 năm, bởi vì kỵ húy Triệu Huyền Lãng nên ông đổi tên là Diên Chiêu, chết năm 57 tuổi. Con là Truyền Vĩnh, Đức Chính, Văn Quảng được thụ phong.
- Dương Văn Quảng (楊宗保) (999 - 1074) tên chữ là Trọng Dung, con trai Dương Diên Chiêu. Theo Địch Thanh chinh Nam, làm Cung bị khố sứ, sung làm Quảng Nam Tây lộ binh mã kiềm hạt. Theo Hàn Kỳ, Phạm Trọng Yêm đánh Hạ thời đầu Nhân Tông; tham gia đánh Hạ vào thời Anh Tông, lập đại công thường được xưng là danh tướng. Ông trường kỳ nhậm chức tại biên giới với Hạ, Liêu, chức quan đến Hưng Châu Phòng ngự sứ, Thị vệ thân quân Bộ quân Đô ngu hầu, Định Châu lộ binh mã phó tổng quản, sau khi chết được truy phong Đồng Châu quan sát sứ.

### Theo các tác phẩm văn học và điện ảnh

#### Đời thứ nhất
- Dương Nghiệp (楊業) hay Dương Kế Nghiệp (杨继业), còn gọi Dương Lệnh Công (楊令公): Được xây dựng là nguyên soái trấn biên cương của Tống quốc, hết lòng trung can, dù biết vua tin nịnh thần nhưng ông ta vẫn tôn trọng vua, nếu hoàng thượng muốn, chết không từ nan, chữ trung đối với Dương Nghiệp quá quan trọng, thà bỏ con chứ không thể không cứu chúa. Các con rất kính nể Dương Nghiệp, là một người cha mẫu mực.
- Xà Tái Hoa (佘賽花), còn gọi Dương Lệnh Bà (楊令婆), Xà Thái Quân (佘太君): là người vợ của Dương Nghiệp, một phụ nữ trung liệt, có Long đầu trượng của triều đình ban thưởng, trên đả hôn quân, dưới đả loạn thần.

#### Đời thứ hai
Gồm bảy người con trai, hai người con gái và một người con nuôi:
- Đại Lang Dương Diên Bình (楊延平) hay Dương Uyên Bình (楊淵平), con trai lớn nhất của Dương Nghiệp.
  - Đại Nương Trương Kim Định (張金定), vợ của Dương Diên Bình.
  - Đại Nương Hoa Giải Ngữ (花解語), vợ của Dương Diên Bình, xuất gia sau khi Đại Lang tử trận.
  - Đại Nương Chu Vân Kính (周雲鏡), vợ lẽ Dương Diên Bình, con gái hãn tướng Bắc Hán Chu Thẩm Nghĩa. (Binh khí: 八卦双手缨枪 - Bát Quái Song Thủ Anh Thương)
- Nhị Lang Dương Diên Định (楊延定) hay Dương Diên Quảng (楊延廣), Dương Diên Tông (楊延宗), con trai thứ hai của Dương Nghiệp.
  - Nhị Nương Vân Thúy Anh (雲翠英), vợ của Dương Diên Định.
  - Nhị Nương Cảnh Kim Hoa (耿金花), vợ của Dương Diên Định, con gái hãn tướng Bắc Hán Cảnh Trung, vũ khí (護手雙鉤 - Hộ Thủ Song Câu) hiệu "Đại Đao Cảnh Nhị Nương".
  - Nhị Nương Lý Thúy Bình (李翠萍), vợ của Dương Diên Định.
  - Nhị Nương Trâu Lan Tú (鄒兰秀), vợ lẽ của Dương Diên Định, con gái hãn tướng Bắc Hán Trâu Đồng, binh khí (蟠龍八卦刀 - Phản Long Bát Quái Đao) hiệu "Hoa Thương Trâu Nhị Nương", sử Lê hoa thương pháp.
- Tam Lang Dương Diên An (楊延安) hay Dương Diên Khánh (楊延慶), Dương Diên Quang (楊延光), con trai thứ ba của Dương Nghiệp.
  - Tam Nương La Tố Mai (羅素梅), vợ của Dương Diên An.
  - Tam Nương Đổng Nguyệt Nga (董月娥), vợ của Dương Diên An, con gái hãn tướng Bắc Hán Đổng Trấn Hồng, hiệu "Thần Xạ Đổng Tam Nương". (Binh khí: 宝雕神弓 - Bảo Điêu Thần Cung)
  - Tam Nương Hoa Tạ Ngọc (花謝玉), vợ của Dương Diên An.
- Tứ Lang Dương Diên Huy (楊延輝) hay Dương Diên Lãng (楊延朗),[chú 2] con trai thứ tư của Dương Nghiệp, về sau bị nhà Liêu bắt, đổi tên thành Mộc Dịch(木昜).
  - Tứ Nương La Thị Nữ (羅氏女), vợ Dương Diên Huy.
  - Tứ Nương Mạnh Kim Bảng (孟金榜), vợ Dương Diên Huy, con gái hãn tướng Bắc Hán Mạnh Chí Viễn, hiệu "Thần Lực Mạnh Tứ Nương". (Binh khí: 混沌紫金雙錘 - Hỗn Độn Tử Kim Song Chùy)
  - Tứ Nương Vân Thúy Anh (雲翠英), vợ Dương Diên Huy.
  - Gia Luật Quỳnh Nga (耶律瓊娥), công chúa nhà Liêu, vợ sau của Dương Diên Huy, phong Thiết Kính công chúa.
- Ngũ Lang Dương Diên Đức (楊延德), con trai thứ năm của Dương Nghiệp, về sau xuất gia làm hòa thượng tại Ngũ Đài Sơn.
  - Ngũ Nương Mã Sài Anh (馬賽英), vợ của Dương Diên Đức, con gái hãn tướng Bắc Hán Mã Tín Chi. (Binh khí: 鑌鐵雙鐧 - Tấn Thiết Song Giản)
- Lục Lang Dương Diên Chiêu (楊延昭), con trai thứ sáu của Dương Nghiệp.
  - Lục Nương Sài Văn Ý (柴文意) hay Sài Thanh Vân (柴熙春), Sài Quận chúa, vợ của Dương Diên Chiêu, sau được sắc phong Kim Hoa Quận chúa (金花郡主). (Binh khí: 梅花穿心針 - Mai Hoa Xuyên Tâm Châm)
  - Vương Lan Anh (王蘭英), vợ lẽ Dương Diên Chiêu, hiệu "Đại Đao Vương Lan Anh".
  - Hoài Nữ (懷女), vợ lẽ của Dương Diên Chiêu.
  - Trùng Dương Nữ (重陽女), vợ lẽ Dương Diên Chiêu.
  - Hoàng Quỳnh Nữ  (黄琼女), vợ lẽ Dương Diên Chiêu.
- Thất Lang Dương Diên Tự (楊延嗣), con trai thứ bảy của Dương Nghiệp.
  - Thất Nương Hô Diên Xích Kim (呼延赤金), vợ của Dương Diên Tự, con gái đại thần Hô Diên Tán. (Binh khí: 夺命双手刀 - Đoạt Mệnh Song Thủ Đao)
  - Thất Nương Đỗ Kim Nga (杜金娥) hay Đỗ Ngọc Nga (杜玉娥), vợ của Dương Diên Tự, (Người này do Lộc tinh giáng thế, từng theo Cửu Hoa tiên nhân học đạo, có thuật tàng binh tiếp nhẫn, pháp thuật cao cường, võ nghệ xuất chúng (Binh Khí: Tam khẩu phi đao)
- Bát Lang Dương Diên Thuận (楊延順), hay Dương Hoài Lượng (楊懷亮), tên khai sinh Vương Anh (王英), con trai của Vương Tử Minh (王子明), bạn của Dương Nghiệp.
  - Bát Nương Khương Thúy Bình (姜翠屏), vợ của Dương Diên Thuận.
  - Bát Nương Thái Tú Anh (蔡繡英), vợ của Dương Diên Thuận.
  - Gia Luật Giao Nguyên (耶律瑶娥), công chúa nước Liêu, vợ sau của Dương Diên Thuận.
- Bát Muội Dương Diên Kỳ (楊延琪), con gái lớn nhất của Dương Nghiệp, sau gả cho Chỉ huy sứ Trình Phổ. (Binh khí: 龙泉清风剑 - Long Tuyền Thanh Phong Kiếm)
- Cửu Muội Dương Diên Anh (楊延瑛), con gái út của Dương Nghiệp, sau gả cho Chỉ huy sứ Trương Văn. (Binh khí: 乾坤七星剑 - Càn Khôn Thất Tinh Kiếm)
- Dương Bài Phong (杨排风): con gái nuôi của Dương Nghiệp và Xa Thái Hoa, xuất hiện trong Dương môn nữ tướng (Binh khí: Liệt Hỏa Côn), được phong làm Nguyên soái trong Hỏa Soái Dương Bài Phong
  - Chồng là Phan Thiếu Xuân (cháu nội Phan Nhân Mỹ) trong Hỏa Soái Dương Bài Phong

#### Đời thứ ba
- Dương Tông Hiển (楊宗顯), con trai Đại Lang Dương Diên Bình.
- Dương Tông Khôi (楊宗魁) hay Dương Tông Hiếu (楊宗孝), con trai Nhị Lang Dương Diên Định.
- Dương Tông Hiến (楊宗憲) hay Dương Tông Dao (楊宗繇), con trai Tam Lang Dương Diên An, hiệu "Trại Lý Quảng".
- Dương Tông Phong (楊宗丰/峰/鋒), con trai Tứ Lang Dương Diên Huy và Mạnh Kim Bảng, hiệu "Kỳ Lân Tử".
- Dương Tông Nguyên (楊宗源) hay Gia Luật Trung Nguyên (耶律中原), con trai Tứ Lang Dương Diên Huy và Gia Luật Quỳnh Nga.
- Dương Tông Hòe (楊宗槐), con trai Ngũ Lang.
- Dương Tông Bảo (楊宗保), con trai Dương Diên Chiêu.
  - Mục Quế Anh (穆桂英), thường đọc là Mộc Quế Anh (Binh khí: Nhạn Linh đại Đao) là học trò của Lê Sơn lão mẫu (Lê Sơn thánh mẫu), vợ Dương Tông Bảo.
- Dương Tông Miễn (楊宗勉), con trai Dương Diên Chiêu.
  - Tiêu Nguyệt Nương (焦月娘), vợ Dương Tông Miễn, con gái Tiêu Tán.
- Thất Tỷ Dương Thu Lan, con gái Lục Lang Dương Diên Chiêu.
- Dương Thu Cúc, con gái Lục Lang Dương Diên Chiêu, em gái Dương Tông Bảo.
- Nhâm Kim Đồng, con nuôi Lục Lang Dương Diên Chiêu.
- Dương Tông Anh (楊宗英), con trai Thất Lang Dương Diên Tự.
- Dương Tông Liên (楊宗連), con trai Bát Lang Dương Diên Thuận và Thái Tú Anh.
- Dương Tông Thổ (楊宗土) hay Gia Luật Trung Thổ (耶律中土), con trai Bát Lang Dương Diên Thuận và Thôi Vân công chúa.

#### Đời thứ tư
- Dương Văn Quảng (楊文廣) hay Dương Tuyên Khải (杨文广), con trai của Dương Tông Bảo và Mộc Quế Anh.
  - Đan Dương công chúa, vợ Dương Văn Quảng.
  - Bách Hoa Nữ, vợ Dương Văn Quảng.
  - Mộ Dung Quế Anh, người Tiên Ti, vợ Dương Văn Quảng.
  - Tiểu Đậu Tử, người Tây Hạ, vợ Dương Văn Quảng.
  - Triệu Linh Nhi, Bình Dương công chúa - con gái rơi của Tống Nhân Tông và một phụ nữ người Liêu, vợ Dương Văn Quảng.
- Dương Kim Hoa (楊金花) con gái duy nhất của Dương Tôn Bảo và Mộc Quế Anh. Vũ khí: kiếm bạc, dương gia thương.
- Dương Văn Cơ (杨文姬) hay Dương Tuyên Nương (楊宣娘), con gái của Dương Tôn Nguyên (đã chết trong tay quân Liêu).

#### Đời thứ năm
- Dương Hoài Ngọc: con trai Dương Văn Quảng, quy ẩn.

#### Nhân vật khác
- Dương Hồng, hậu duệ Dương gia, được Dương Nghiệp thu lưu, cha Dương An.
- Dương An, con trai Dương Hồng, người yêu Dương Bát Muội, xuất hiện trong Dương môn nữ tướng.
- Dương Gia Thanh, nhân vật trong phim Bao Thanh Thiên, triều Tống Nhân Tông.
  - Trương Ngọc Liên, vợ của Dương Gia Thanh.
- Dương Gia Bảo, nhân vật trong Bao Thanh Thiên, em trai Dương Gia Thanh, sau cải họ tập tước Sài vương gia.
  - Sài Văn Đình, con gái Sài vương gia, vợ Dương Gia Bảo.
  - Vi Liên Hoa, con gái Sài vương gia, vợ Dương Gia Bảo.
- Dương Đại Dũng, hậu duệ Dương gia, hèn yếu nhát gan, đến khi vợ bị quỷ quái bắt đi mới tỉnh ngộ, xuất hiện trong phim Liêu Trai II.
- Thanh Diện Thú Dương Chí, một trong 108 anh hùng Lương Sơn Bạc, nhân vật trong Thủy hử.
- Dương Tái Hưng, hậu duệ Dương gia, danh tướng của nhà Nam Tống.
- Dương Kế Chu, con trai Dương Tái Hưng, xuất hiện trong Thuyết Nhạc toàn truyện.
- Dương Chính Viên, con trai Dương Tái Hưng, xuất hiện trong Thuyết Nhạc toàn truyện.
- Dương Chính Quốc, con trai Dương Tái Hưng, xuất hiện trong Thuyết Nhạc toàn truyện.
- Dương Thiết Tâm, nhân vật trong Anh hùng xạ điêu, hậu duệ của Dương Tái Hưng.
  - Bao Tích Nhược, nhân vật trong Anh hùng xạ điêu, vợ Dương Thiết Tâm, mẹ Dương Khang.
- Dương Khang, nhân vật trong Anh hùng xạ điêu, con trai của Dương Thiết Tâm.
  - Tần Nam Cầm, mẹ Dương Quá, về sau bị tác giả xóa bỏ.
  - Mục Niệm Từ, nhân vật trong Anh hùng xạ điêu, vợ Dương Khang, mẹ Dương Quá.
- Dương Quá, nhân vật trong Thần điêu hiệp lữ, con trai của Dương Khang.
  - Tiểu Long Nữ, nhân vật trong Thần điêu hiệp lữ, sư phụ và cũng là vợ của Dương Quá.
- Hoàng sam nữ tử họ Dương, cô gái áo vàng, nhân vật trong Ỷ Thiên Đồ Long ký, truyền nhân của Dương Quá.

## Sự khác nhau
| Tác phẩm                   | Đại lang                                         | Nhị lang                                | Tam lang                             | Tứ lang                               | Ngũ lang                               | Lục lang                                    | Thất lang                           |
| -------------------------- | ------------------------------------------------ | --------------------------------------- | ------------------------------------ | ------------------------------------- | -------------------------------------- | ------------------------------------------- | ----------------------------------- |
| Tống sử                    | Dương Diên Lãng (延朗) Dương Diên Chiêu (楊延昭) | Dương Diên Phổ (楊延浦)                 | Dương Diên Huấn (楊延訓)             | Dương Diên Ngọc (楊延玉)              | Dương Diên Hoàn (楊延環)               | Dương Diên Quý (楊延貴)                     | Dương Diên Bân (楊延彬)             |
| Dư tẫn lục                 | Dương Uyên Bình (楊淵平)                         | Dương Diên Phổ (楊延浦)                 | Dương Diên Huấn (楊延訓)             | Dương Diên Hoàn (楊延環)              | Dương Diên Quý (楊延貴)                | Dương Diên Chiêu (楊延昭)                   | Dương Diên Bân (楊延彬)             |
| Dương gia tướng diễn nghĩa | Dương Uyên Bình (楊淵平)                         | Dương Diên Định (楊延定)                | Dương Diên Huy (楊延輝)              | Dương Diên Lãng (楊延朗)              | Dương Diên Đức (楊延德)                | Dương Diên Chiêu (楊延昭)                   | Dương Diên Tự (楊延嗣)              |
| Dương gia phủ diễn nghĩa   | Dương Uyên Bình (楊淵平)                         | Dương Diên Quảng (楊延廣)               | Dương Diên Khánh (楊延慶)            | Dương Diên Lãng (楊延朗)              | Dương Diên Đức (楊延德)                | Dương Diên Chiêu (楊延昭) Dương Cảnh (楊景) | Dương Diên Tự (楊延嗣)              |
| Phi long toàn truyện       | Dương Diên Bình (楊延平)                         | Dương Diên Định (楊延定)                | Dương Diên Huy (楊延輝)              | Dương Diên Lãng (楊延朗)              | Dương Diên Đức (楊延德)                | Dương Diên Chiêu (楊延昭)                   | Dương Diên Tự (楊延嗣)              |
| Thiết kỳ trận              | Dương Thái (楊泰) tự Diên Bình (楊延平）         | Dương Vĩnh (楊永) tự Diên Tông (楊延宗) | Dương Cao (楊高) tự Diên An (楊延安) | Dương Quý (楊貴) tự Diên Huy (楊延輝) | Dương Xuân (楊春) tự Diên Đức (楊延德) | Dương Cảnh (楊景 tự Diên Chiêu (楊延昭)     | Dương Hi (楊希) tự Diên Tự (楊延嗣) |